# Liste der Biografien/Robs
Liste der Biografien |
Portal Biografien |
Personensuche
# |
A |
B |
C |
D |
E |
F |
G |
H |
I |
J |
K |
L |
M |
N |
O |
P |
Q |
R |
S |
T |
U |
V |
W |
X |
Y |
Z |
?
 
Ra |
Rb |
Rd |
Re |
Rh |
Ri |
Rj |
Rk |
Rl |
Rm |
Rn |
Ro |
Rr |
Rs |
Rt |
Ru |
Rv |
Rw |
Rx |
Ry |
Rz
 
Roa |
Rob |
Roc |
Rod |
Roe |
Rof |
Rog |
Roh |
Roi |
Roj |
Rok |
Rol |
Rom |
Ron |
Roo |
Rop |
Roq |
Ror |
Ros |
Rot |
Rou |
Rov |
Row |
Rox |
Roy |
Roz 
 
Roba |
Robb |
Robc |
Robe |
Robi |
Robk |
Robl |
Robm |
Robn |
Robo |
Robr |
Robs |
Robu |
Roby 
Die Liste der Biografien führt alle Personen auf, die in der deutschsprachigen Wikipedia einen Artikel haben. Dieses ist eine Teilliste mit 50 Einträgen von Personen, deren Namen mit den Buchstaben „Robs“ beginnt.

## Robs

### Robsa
- Robsahm, Fred (1943–2015), norwegischer Schauspieler
- Robsart, Amy (1532–1560), englische Adlige, Ehefrau von Robert Dudley, 1. Earl of Leicester

### Robsi
- Robsion, John M. (1873–1948), US-amerikanischer Politiker
- Robsion, John Marshall junior (1904–1990), US-amerikanischer Politiker

### Robsk
- Robski, Oksana Wiktorowna (* 1968), russische Schriftstellerin

### Robso
- Robson Walton, Helen (1919–2007), US-amerikanische Milliardärin
- Robson, Ajay (* 2003), singapurischer Fußballspieler
- Robson, Barry (* 1978), schottischer Fußballspieler und -trainer
- Robson, Ben (* 1984), britischer Schauspieler und Model
- Robson, Bobby (1933–2009), englischer Fußballspieler und -trainerBobby Robson (1933–2009)
- Robson, Brian (* 1945), britischer Autor

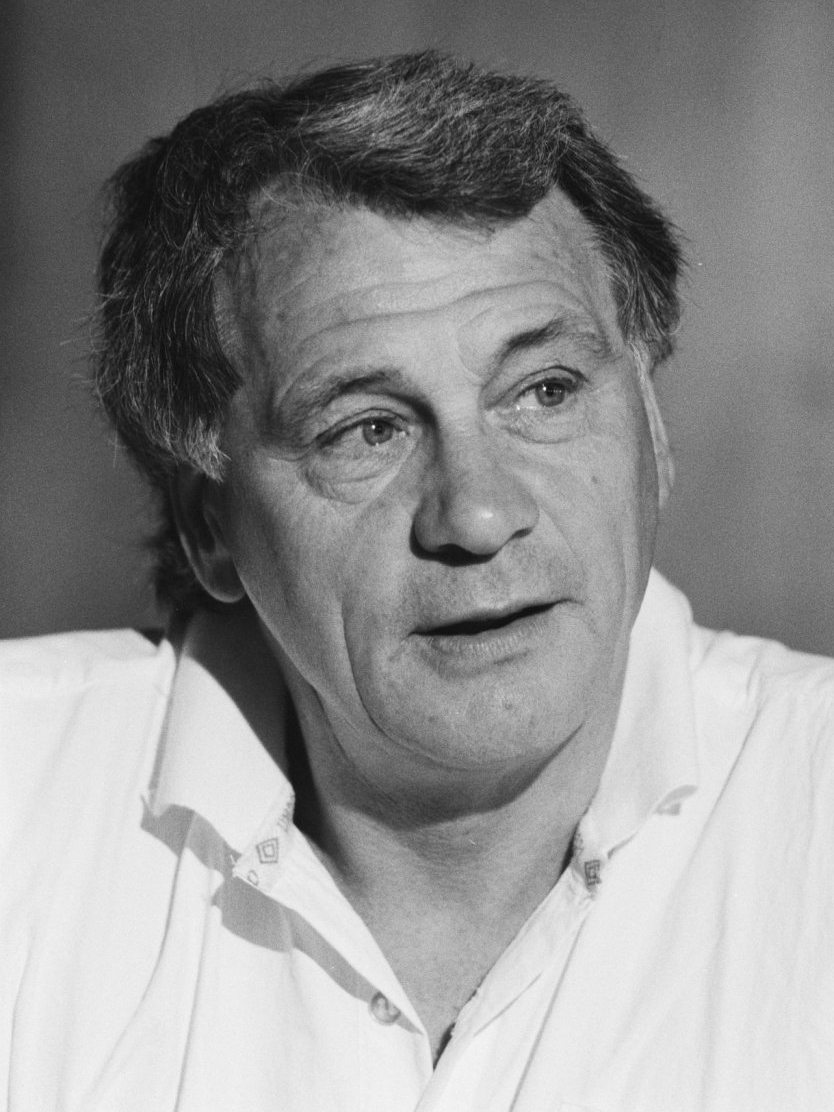
Bobby Robson (1933–2009)

- Robson, Bryan (* 1957), englischer Fußballspieler und -trainer
- Robson, Christopher (* 1953), britischer Opernsänger (Countertenor)
- Robson, Craig R. (* 1959), britischer Ornithologe und Leiter von Vogelerkundungstouren
- Robson, Donald (* 1937), australischer Physiker
- Robson, Eleanor (* 1969), britische Mathematikhistorikerin und Altorientalistin
- Robson, Ethan (* 1996), englischer Fußballspieler
- Robson, Euan (* 1954), schottischer Politiker
- Robson, Flora (1902–1984), britische SchauspielerinFlora Robson (1902–1984)

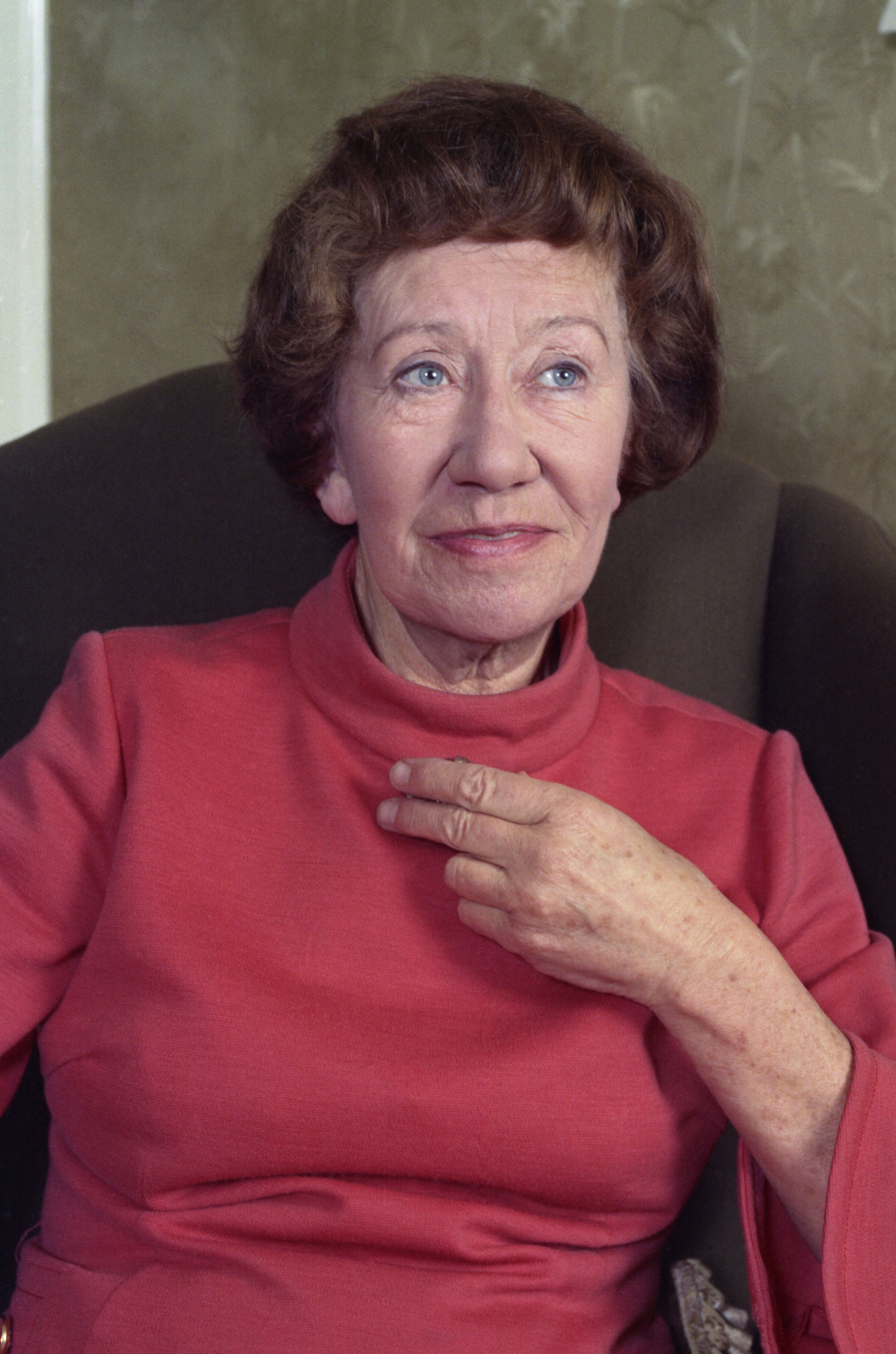
Flora Robson (1902–1984)

- Robson, Gary (* 1967), englischer Dartspieler
- Robson, Graeme (* 1958), neuseeländischer Badmintonspieler
- Robson, Graham (1936–2021), britischer Motorsportchef
- Robson, Hal (1911–1996), US-amerikanischer Autorennfahrer
- Robson, Heather (1928–2019), neuseeländische Badmintonspielerin
- Robson, Inga-Stina, Baroness Robson of Kiddington (1919–1999), britische Politikerin (Liberal Party)
- Robson, Jack (1860–1922), englischer Fußballtrainer und -manager
- Robson, Jamie (* 1997), schottischer Fußballspieler
- Robson, Jeffrey (1926–2022), neuseeländischer Badmintonspieler
- Robson, Jimmy (1939–2021), englischer Fußballspieler
- Robson, John (1824–1892), kanadischer Politiker
- Robson, John (1950–2004), englischer Fußballspieler
- Robson, John (* 1957), britischer Mittelstreckenläufer
- Robson, Joseph, chilenischer Fußballspieler
- Robson, Justina (* 1968), britische Science-Fiction-Buchautorin
- Robson, Laura (* 1994), britische Tennisspielerin
- Robson, Mark (1913–1978), kanadischer Filmregisseur, Filmproduzent und Filmeditor
- Robson, Mark (* 1957), US-amerikanischer Komponist und Pianist
- Robson, May (1858–1942), australische Schauspielerin
- Robson, Phil (* 1970), britischer Jazzmusiker (Gitarre)
- Robson, Pop (* 1945), englischer Fußballspieler
- Robson, Ray (* 1994), US-amerikanischer Schachspieler
- Robson, Sarah (* 1987), nordirische Fußballspielerin
- Robson, Stephen (* 1951), britischer Geistlicher, emeritierter römisch-katholischer Bischof von Dunkeld
- Robson, Wade (* 1982), australischer Choreograf und TänzerWade Robson (* 1982)

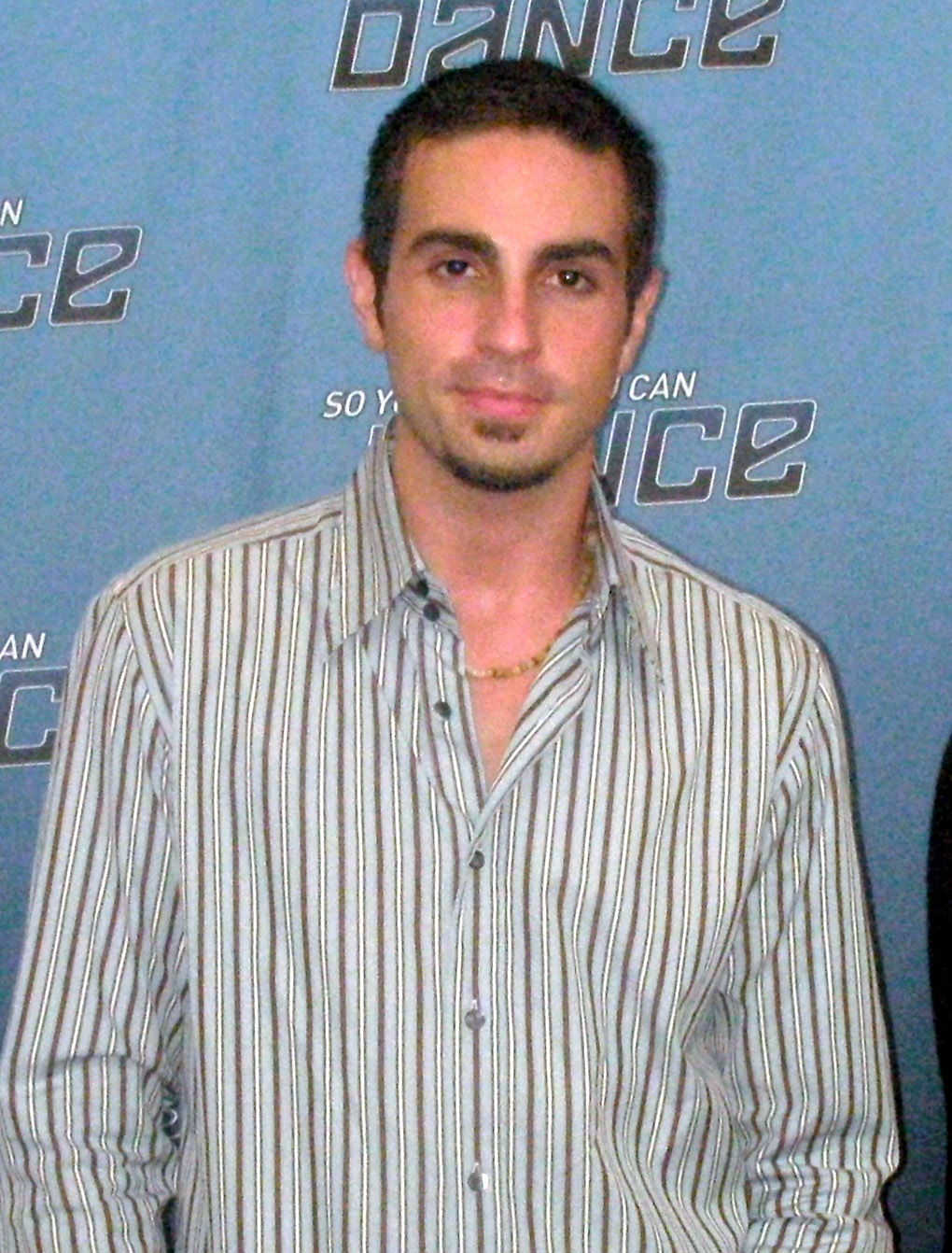
Wade Robson (* 1982)

- Robson, Wayne (1946–2011), kanadischer Schauspieler
- Robson, William A. (1895–1980), britischer Rechtswissenschaftler
- Robson, William, Baron Robson (1852–1918), britischer Jurist und Politiker, Mitglied des House of Commons
- Robson, Yvonne (* 1999), südafrikanische Hochspringerin
- Robson, Zuleika (* 1953), britische Filmschauspielerin und Kinderdarstellerin
- Robson-Kanu, Hal (* 1989), englischer Fußballspieler